# Foulonnier
 (novembre 2013).
Si vous disposez d'ouvrages ou d'articles de référence ou si vous connaissez des sites web de qualité traitant du thème abordé ici, merci de compléter l'article en donnant les références utiles à sa vérifiabilité et en les liant à la section « Notes et références ».
Le foulonnier, ou foulon, est un ouvrier qui pratique le foulage des draps, ou celui qui dirige un moulin à foulon. 
L'activité du foulonnier consiste à malaxer et frapper les étoffes en les baignant dans de l’eau additionnée de diverses substances, pour les feutrer, les assouplir, les rendre imperméables et en assurer la finition. On ajoute à l’eau de l’argile, et pour finir de l’urine humaine qui assure le nettoyage final et le blanchiment. Longtemps pratiqué manuellement, en utilisant une sorte de pilon en bois, le bâton à foulon, ou en piétinant les tissus, l’activité s’est mécanisée dès le haut Moyen Âge avec les moulins où les pilons étaient actionnés par l’énergie hydraulique.
En Grèce antique, c’est le métier de Mélantas, père de Théophraste[réf. nécessaire].
En France, ce métier fut réglementé sous Henri IV qui confia les installations (manufactures) en bailliage à des fermiers contre une redevance.